# Janko Kráľ
Janko Král, född den 24 april 1822, död den 23 maj 1876, var en slovakisk poet.
Janko Král, som var jurist, hängav sig åt revolutionär verksamhet. Han tillfångatogs av ungrarna men lyckades rymma och undgick att avrättas. Hans flykt gjorde honom berömd i Slovakien.
Janko Král var författare av folkvisor, lyriska verk och episka verk som anses som nyskapande i den slovakiska romantiklitteraturen. Hans verk bidrog även till att nydana det nya slovakiska skriftspråket.
Asteroiden 7076 Divnýjanko är uppkallad efter honom.